# Lilijka instruktorska ZHR

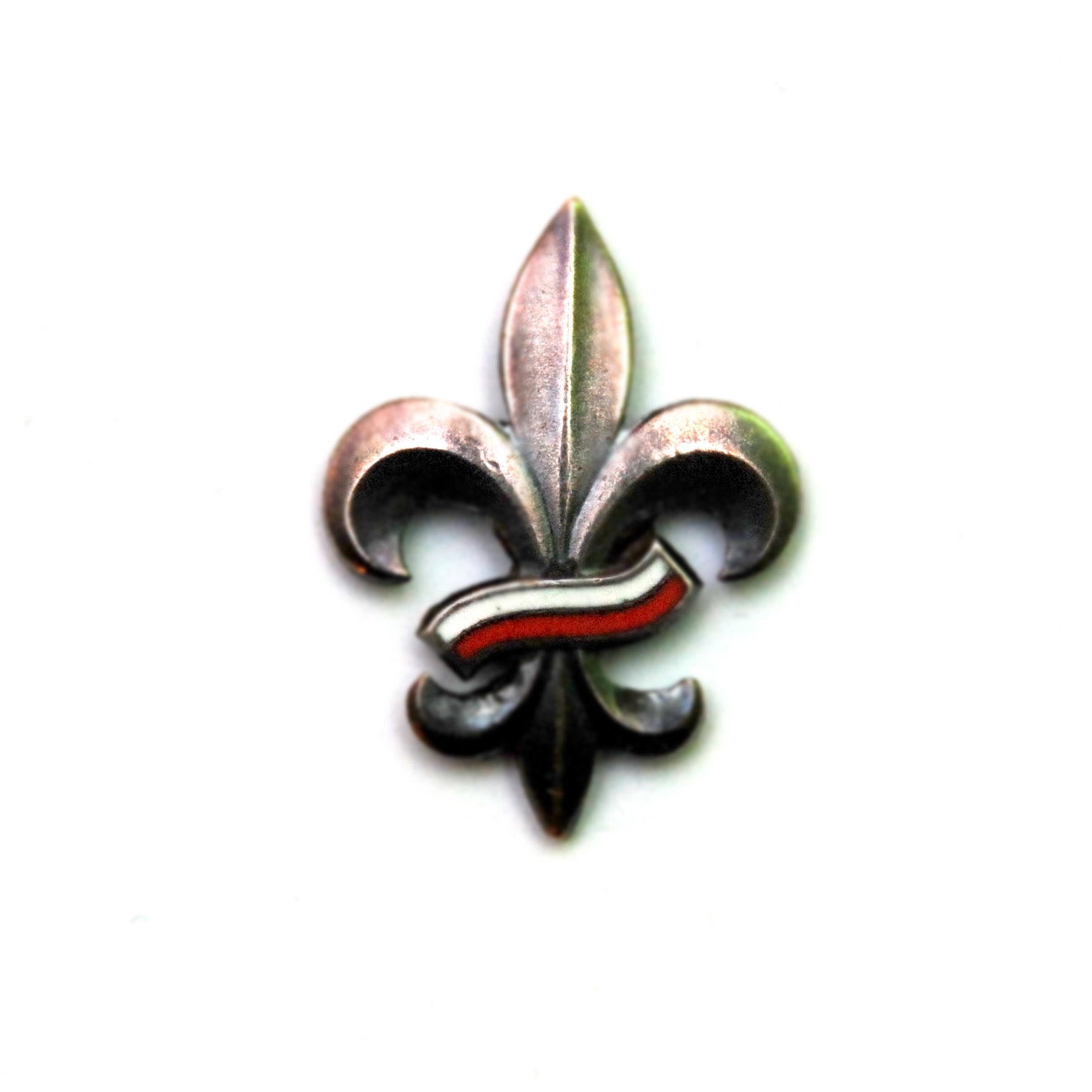
Lilijka instruktorska ZHR. Wymiary 22mm x 16mm.

Lilijka instruktorska ZHR – odznaka organizacyjna Związku Harcerstwa Rzeczypospolitej nadawana harcerkom i harcerzom po zdobyciu stopnia przewodnika.
Ma ona formę smukłej lilijki skautowej z przepasaniem biało czerwonej flagi. Ponadto lilijka instruktorska ZHR jest numerowana i wydawana ze stosowną legitymacją. Noszona jest na środku fałdy lewej kieszeni bluzy mundurowej.
Autorem projektu lilijki była hm. Małgorzata Wojtkiewicz.